# Léon Ginain
Paul-René-Léon Ginain, né le 5 octobre 1825 à Paris et mort le 7 mars 1898 dans la même ville, est un architecte français.

## Biographie
Léon Ginain  naît le 5 octobre 1825 dans l'Ancien 2e arrondissement de Paris.
Il est l'élève de Lebas à l’École des beaux-arts de Paris. Après avoir remporté le Premier prix de Rome en 1852, il est pensionnaire de la Villa Médicis à Rome de 1853 à 1857. Il a été architecte de la Ville de Paris, chargé du 6e arrondissement, et professeur à l’École des Beaux-Arts, où il a entre autres Emmanuel Masqueray comme élève. En 1881, il est élu à l'Académie des beaux-arts dans la troisième section — Architecture — au fauteuil 3, après le décès d’Hector-Martin Lefuel.
Il meurt le 7 mars 1898 en son domicile, au no 55, avenue des Ternes dans le 17e arrondissement de Paris. Après une première inhumation au cimetière de Montmartre (23e division), son corps est transporté en 1911 au cimetière du Montparnasse (2e division).  

## Principales constructions
- La construction de l’église Notre-Dame-des-Champs entre 1867 et 1876 dans un style qui s’inspire de l’architecture romane. L’intérieur de l’église a été décoré par des peintures exécutées par Joseph Aubert.
- La réalisation de la maison de retraite Ferrari à Clamart, établissement de retraite pour gens de maison, entre 1878 et 1888, à la demande de Maria de Brignole-Sale (1812-1888), duchesse de Galliera après son mariage avec le marquis Raffaele de Ferrari (1808-1876). Dans le parc, Joseph Monier a construit un château d’eau en ciment armé.
- De 1875 et 1900, l’ancienne École royale de chirurgie dont la construction avait été décidée en 1769 et réalisée par Jacques Gondouin vers 1776, est enveloppée par de nouveaux bâtiments le long du boulevard Saint-Germain et des deux rues perpendiculaires conçus par Léon Ginain pour devenir la nouvelle faculté de médecine de Paris. Après la mort de Léon Ginain, les travaux sont terminés par les architectes Charles Duprez (1834-1903) et André Cornil-Lacoste.
- Construction de la clinique Tarnier, 89 rue d'Assas et 10 avenue de l'Observatoire, dans le 6e arrondissement, entre 1877 et 1880[5].
- Entre 1878 et 1894, à la demande de Maria de Brignole-Sale, il construit le palais Galliera (aujourd’hui musée Galliera), 10 avenue avenue Pierre-Ier-de-Serbie dans le 16e arrondissement de Paris. Ce bâtiment à la façade en pierre inspirée par la Renaissance italienne a une structure métallique, réalisée par l’entreprise de Gustave Eiffel (1832-1923). À l’intérieur, la mosaïque du sol et des coupoles est l’œuvre de Dominique Faccina (1828-1903).
- Agrandissement en 1886 de la mairie du 6e arrondissement sur la place Saint-Sulpice, construite en 1849, le long de la rue Madame et de la rue de Mézières.

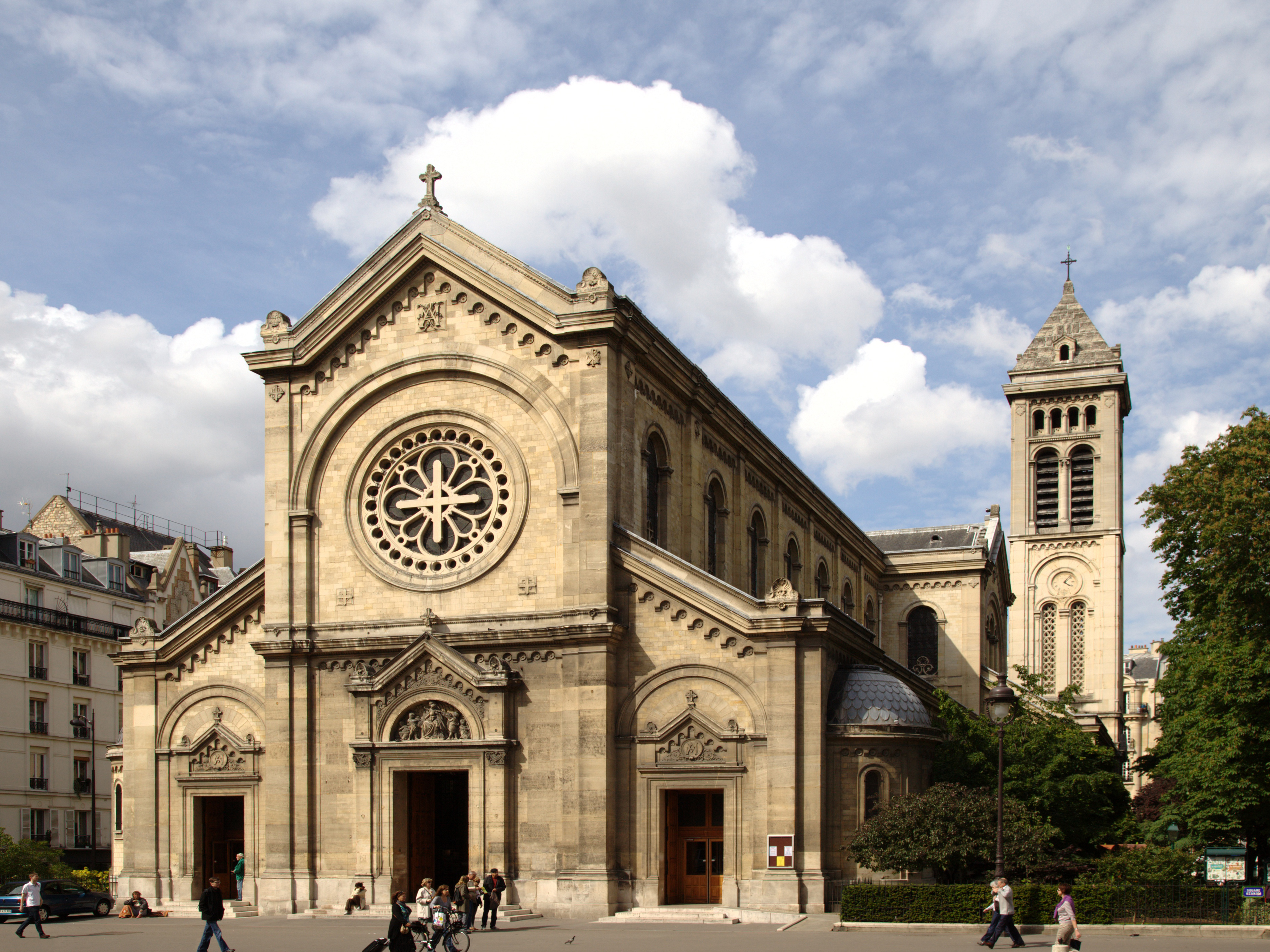
Église Notre-Dame des Champs (1867-1876), Paris.
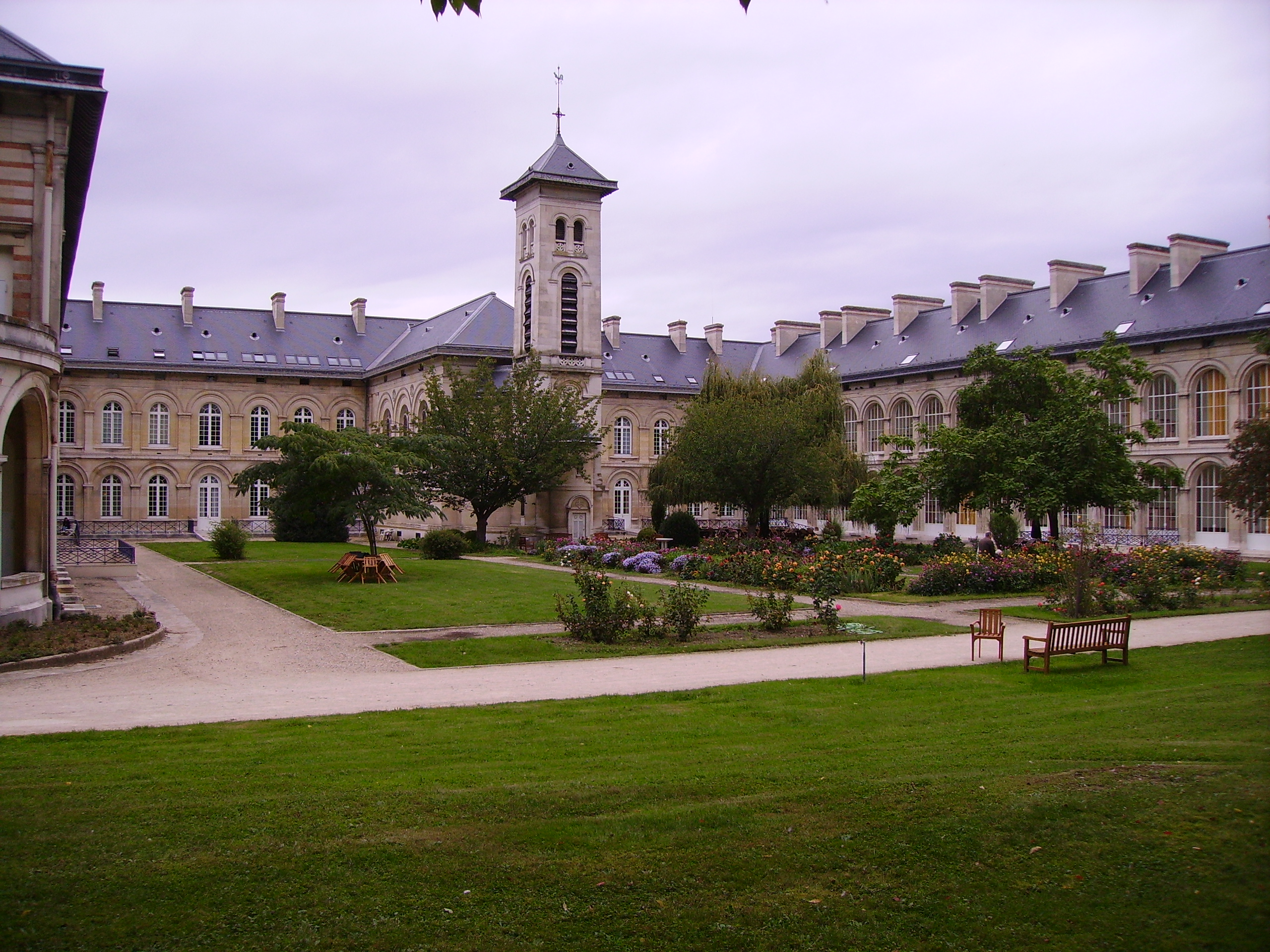
Hospice Ferrari (1877-1888), Clamart.
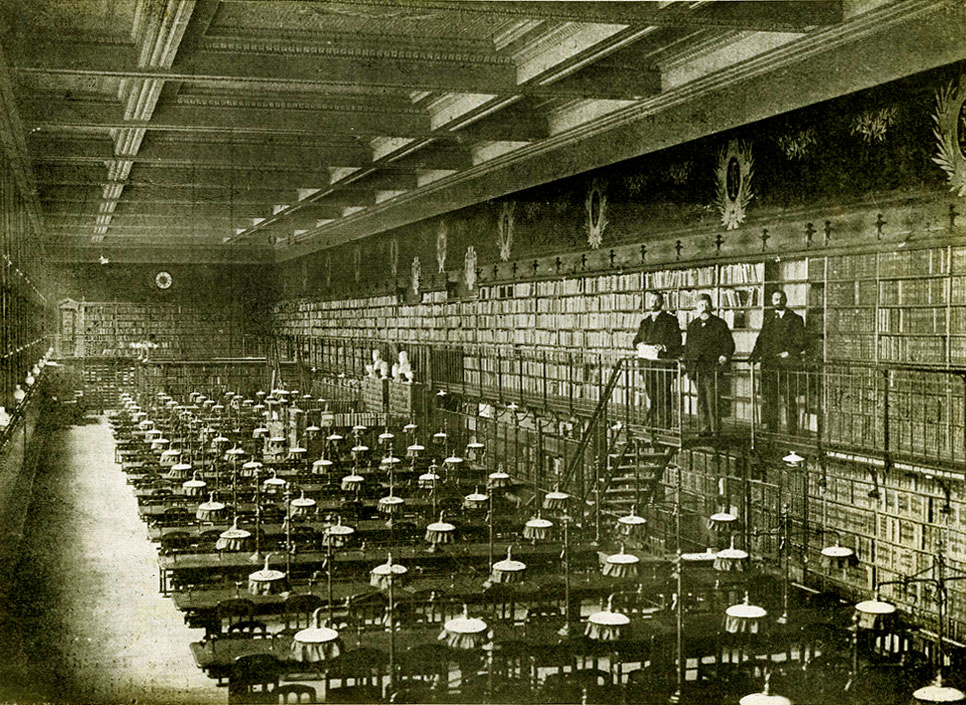
Grande salle de lecture (inaugurée 1891) de la faculté de médecine de Paris.
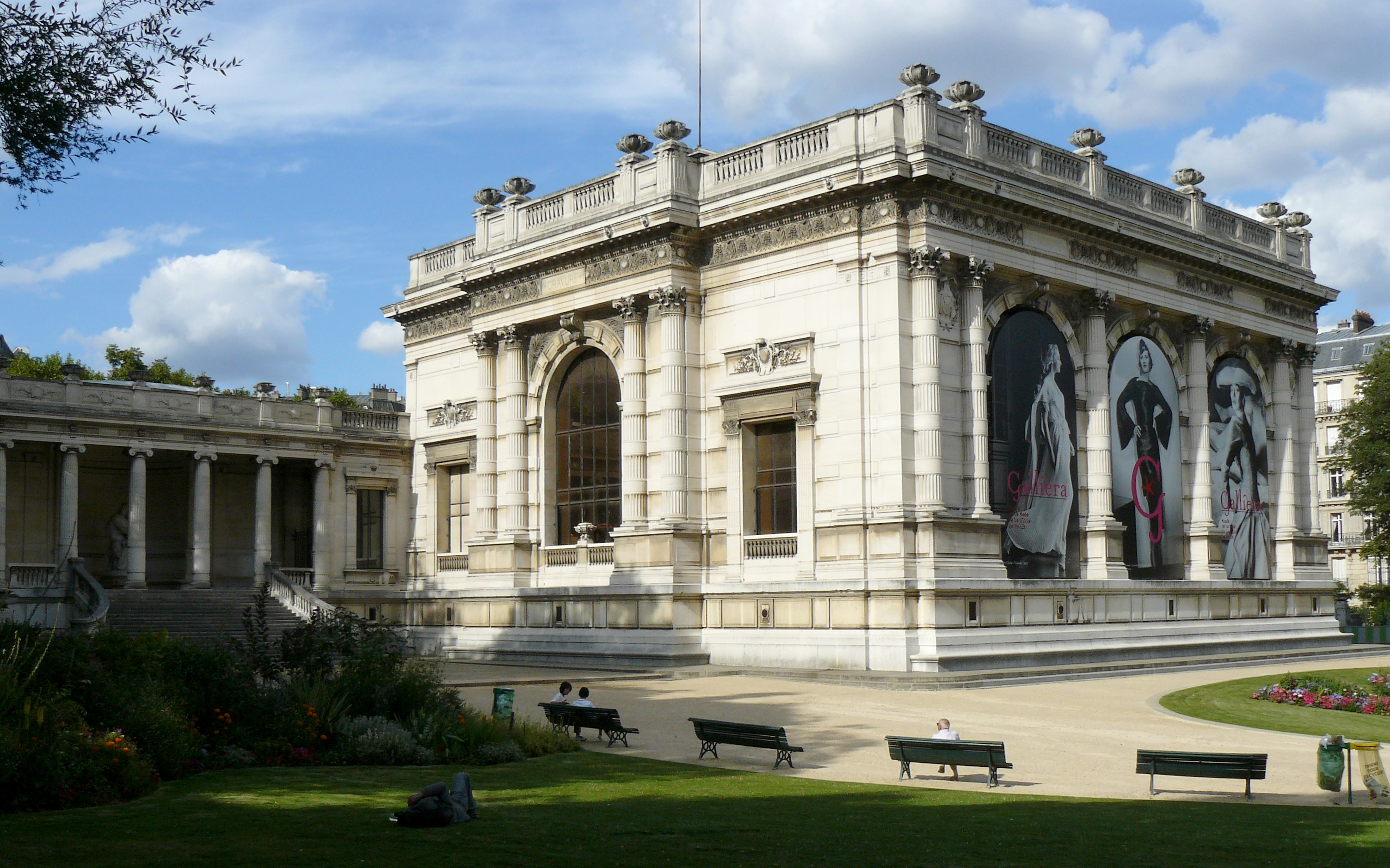
Palais Galliera (1878-1894), Paris.

## Concours de l'Opéra de Paris
Le 29 décembre 1860, ouverture du concours d'architecture pour le nouvel Opéra de Paris. Les candidats n'avaient qu'un mois pour présenter un avant-projet, à remettre le 31 janvier 1861. Le jury du concours présidé par le ministre d'État, le comte Walewski, comprenait Louis-Hippolyte Lebas, Félix Duban, Jacques Hittorff et Hector-Martin Lefuel. 171 avant-projets furent présentés. Celui de Viollet-le-Duc fut éliminé au premier tour malgré la protection supposée de l'impératrice. Les lauréats ont été Léon Ginain, Botrel et Crépinet, Achille-Charles Garnaud, Joseph-Louis Duc et Charles Garnier qui ont été appelés à concourir à nouveau avec un programme complet. Le 29 mai 1861, à l'unanimité, le jury a choisi Charles Garnier.

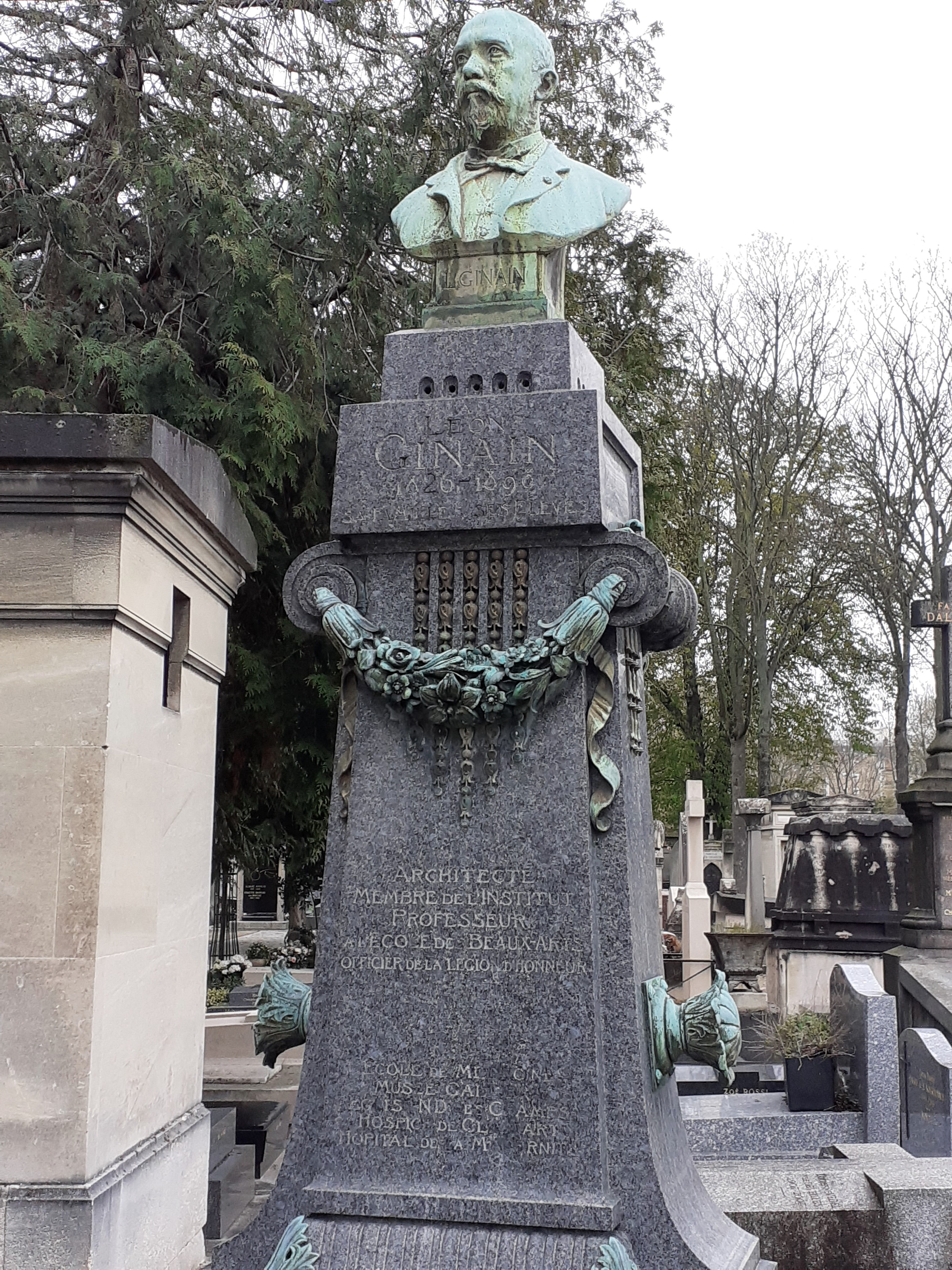
Tombe.
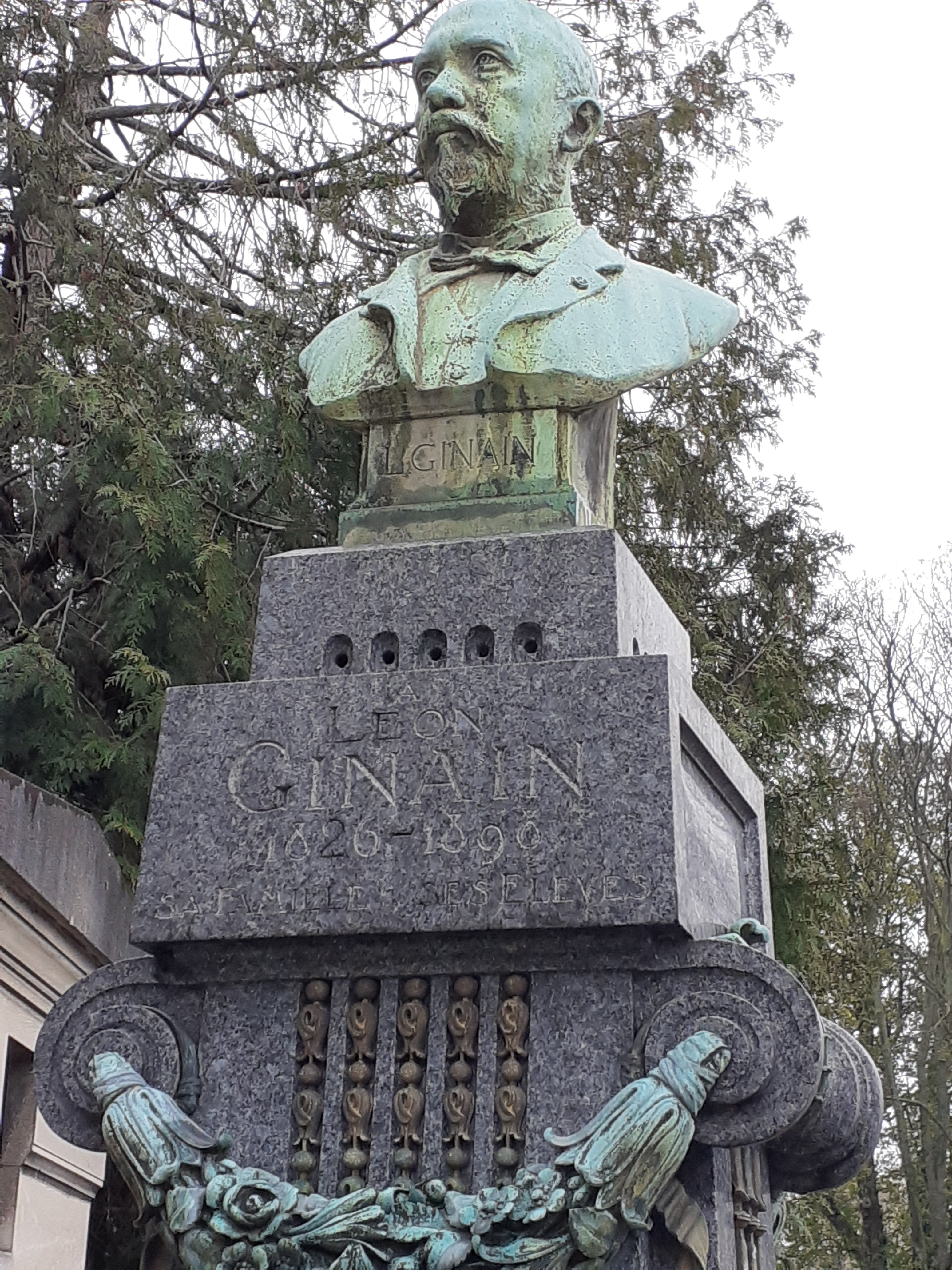
Stèle et buste.

## Autres
- Le musée Alfred-Canel de Pont-Audemer conserve des dessins aquarellés de Léon Ginain.

## Dessins d'architecture
- Boutique de confiseur, graphite, plume, encre noire et aquarelle, H. 37 ; L. 24 cm[6]. Paris, Beaux-Arts[7]. Esquisse pour le concours d'émulation de l'ENSBA de 1848.